# Karl-Erik Larsson (konstnär)
Karl-Erik Reinhold Larsson, född 18 juli 1929 i Söderhamn, är en svensk målare.
Larsson studerade reklamteckning vid Konstfackskolan 1947 och målning vid Otte Skölds målarskola samt vid Konsthögskolan i Stockholm. Tillsammans med Erik Löfgren ställde han ut i Söderhamn 1952 och han medverkade i Nationalmuseums utställning Unga tecknare samt i länsutställningarna på Gävle museum. Han var under några år anställd vid Ri-teatrarnas dekorationsateljé och medarbetade i tidningen Aftonbladet som illustratör. Hans konst består av stadsbilder, modellstudier, porträtt och landskapsbilder med motiv från Söderhamnstrakten.